# Eberline Nicolas
Eberline Nicolas, née à Saint-Louis-du-Nord, le 14 janvier 1994, est une journaliste haïtienne, militante des droits de l'enfant, fondatrice et présidente de l'association Bouquets d'Espoir.

## Biographie
Eberline Nicolas naît à Saint-Louis-du-Nord le 14 janvier 1994. Elle a six frères et sœurs, dont cinq plus grands qu'elle. Elle grandit sans son père, qui abandonne sa famille alors qu'elle n'est âgée que de deux ans, et sans sa mère, émigrée aux États-Unis afin de préparer un meilleur avenir pour ses enfants. Subissant maltraitance et instabilité, elle grandit à Delmas sous la tutelle de ses tantes.
Elle est diplômée en sciences de l'information et de la communication et des Relations publiques à l'Université d'État d'Haïti. Elle est détentrice d'une licence professionnelle en Sciences humaines et Sociales : Métiers de l’information et de la presse de l’Université de Lille. Elle étudie également la photographie au Centre d’Etudes Photographiques & Cinéma (CEPEC) en 2018.
Elle est journaliste depuis 2017. Ancienne collaboratrice du média d'informations LoopHaïti, elle écrit notamment en 2023 pour l’agence internationale Agora francophone. Elle est aussi photographe et comédienne. Militante des droits des femmes et tout particulièrement de ceux des enfants, elle fonde, en octobre 2019, une association œuvrant au profit des familles précaires ainsi que de leurs enfants. Son association, « Bouquets d'Espoir » qu'elle a créée avec le soutien de la psychologue Marie Françoise Louis et connu sous le sigle ASBES, a pour mission de contribuer à l'amélioration des conditions de vie des enfants démunis du pays ainsi que de leur avenir (éducation, santé, culture, environnement, alimentation).
Eberline Nicolas fait partie du Top 15 des femmes Dofen 2021 distinguées par Dofen Awards pour son implication dans le secteur social et humanitaire,.
Engagée dans plusieurs activités culturelles, elle est responsable de la communication du festival haïtien de la quinzaine Internationale de handicap et culture en 2020. En janvier 2022, elle fait partie du jury du Prix Cinéma Caraïbes. En octobre 2022, elle prend part à la septième édition du Global Youth Leadership Forum en Espagne, forum mondial de débat intergénérationnel qui réunit plusieurs centaines de jeunes de moins de 40 ans jouant tous des rôles importants dans leurs pays et les principales figures mondiales dans les domaines politique, économique, social et académique.
Eberline Nicolas réalise des interviews dans les médias haïtiens, comme la rubrique « À la rencontre des femmes journalistes » en 2020 pour raconter sa vie de femme journaliste, et l'émission d'Espas Fanm en 2021,. Elle est également invitée à l'émission de radio « Art Parole », diffusée sur ModelFM et animée par Djimmy Ducase, pour présenter le concours d'écriture lancé par son association « Bouquets d'Espoir » en décembre 2021.

## Distinctions
- Prix Femmes Dofen 2021 pour son engagement en faveur du respect des droits des enfants particulièrement démunis[7],[8]

## Liens Externes
- Les lauréat.e.s du concours «Raconte-moi une histoire » récompensés
- Clôture de la 4e édition du Ciné-Vision Sud Film Festival
- Encore le carnaval de Jacmel
- Le choix Goncourt de la Belgique attribué à Louis-Philippe Dalembert